# پراری کریک، آرکانزاس
پراری کریک (به انگلیسی: Prairie Creek) یک منطقهٔ مسکونی در ایالات متحده آمریکا است که در شهرستان بنتون، آرکانزاس واقع شده‌است. پراری کریک ۱۱٫۲۸ کیلومتر مربع مساحت و ۲۹۰ نفر جمعیت دارد و ۴۲۸ متر بالاتر از سطح دریا واقع شده‌است.